# Tetramesa holci
Tetramesa holci är en stekelart som först beskrevs av Phillips 1936.  Tetramesa holci ingår i släktet Tetramesa och familjen kragglanssteklar. Inga underarter finns listade i Catalogue of Life.